# Litoria staccato
Litoria staccato es una especie de anfibio anuro de la familia Pelodryadidae.

## Distribución geográfica
Esta especie es endémica de Kimberley en Australia Occidental.

## Descripción
Los machos miden de 29 a 33 mm y las hembras de 35.5 a 36.5 mm.

## Etimología
El nombre de la especie le fue dado en referencia al staccato debido al sonido de advertencia de los machos.

## Publicación original
- Doughty & Anstis, 2007 : A new species of rock-dwelling hylid frog (Anura:Hylidae) from the eastern Kimberley region of Western Australia. Records of the Western Australian Museum, vol. 23, p. 241-257[5]